# Sumitomo Drive Technologies
Sumitomo Drive Technologies ist eine Marke von Sumitomo Heavy Industries und somit Teil der Sumitomo Group. Als Hersteller für Getriebe- und Antriebstechnik ist Sumitomo Drive Technologies im Bereich der Automatisierung und Robotik tätig und hat seinen europäischen Hauptsitz in Markt Indersdorf.
Als Erfinder der Zykloidgetriebe setzte das Unternehmen neue technologische Maßstäbe in der Antriebstechnik und entwickelt sich seitdem stetig weiter. Zu den aktuellen Neu-Entwicklungen gehören Komplettlösungen für fahrerlose Transportsysteme (FTS / AMR) und Aktuatoren.

## Geschichte
Im Jahr 1925 erhielt Lorenz Braren das Patent für seine Erfindung des Cyclo-Getriebes und gründete 1931 die Cyclo GmbH mit Sitz in München. Ende der 1930er Jahre wurde eine Kooperation zwischen der deutschen CYCLO Getriebebau Lorenz Braren KG und Sumitomo Heavy Industries vereinbart, woraufhin ab 1939 in Japan die ersten Cyclo-Antriebe in Lizenz produziert wurden. Während des Zweiten Weltkrieges wurde das Werk in München nahezu vollständig zerstört. Der Wiederaufbau des Betriebs erfolgte 1949 in Markt Indersdorf.
Mit Übernahme der Cyclo GmbH wurde die Sumitomo (SHI) Cyclo Drive Germany GmbH gegründet, die den Grundstein für eine stetig wachsende Präsenz in Europa legte. 2003 bündelte die Sumitomo Heavy Industries das Geschäftsfeld Antriebstechnik unter der Marke Sumitomo Drive Technologies.
1999 wird der börsennotierte Kupplung- und Getriebehersteller SEISA Gear Ltd. von Sumitomo Heavy Industries übernommen. Mit dem Delisting 2006 wird SEISA Gear zu einer 100 % Tochterfirma und gliedert sich damit in die Sparte von Sumitomo Drive Technologies ein.
2011 wird Hansen Transmissions in einen Windenergie und einen Industriegetriebepart gespalten. Letzterer wird zu einer hundertprozentigen Tochtergesellschaft von Sumitomo Drive Technologies. Die Übernahme erweitert das Produktportfolio um Industriegetriebe mit Kegelrad- und Stirnradgetrieben.
Mit der Lafert-Gruppe erweitert sich 2018 das Angebot um Servo- und Elektromotoren mit Schwerpunkten in industrieller Automatisierung und Energieeinsparung. Die Integration führt zu gemeinschaftlichen Neuentwicklungen im Bereich fahrerlose Transportsysteme. 2019 ergänzt die Übernahme von Invertek Drives das umfangreiche Portfolio.

## Struktur
Der Hauptsitz für den Geschäftsbereich EMEIA befindet sich in Markt Indersdorf, Deutschland. Weitere Standorte befinden sich in Schweden, Belgien, Türkei, Frankreich, Italien, Spanien, England und Indien. Der Sitz des Mutterkonzerns befindet sich in Tokio, Japan. Insgesamt bestehen aktuell 98 Niederlassungen in 38 Ländern.
Der Vertrieb der Produkte erfolgt über ein Vertriebs- und Kundenservice Netz, zu dem auch Cyclo-Center und Vertriebspartner zählen.

## Geschäftsfelder
Das Kerngeschäft besteht aus Getriebe- und Antriebstechnik im Bereich Automatisierung und Robotik, die zu großen Teilen auf der präzisen Cyclo Drive Technologie basieren und stetig weiterentwickelt und optimiert werden. Besonderer Fokus liegt aktuell auf Energieeffizienz und Nutzerfreundlichkeit. So ergänzen Neuentwicklungen im Bereich FTS / AMR und Plug and Play Robotik das Portfolio.
Die Produktpalette gliedert sich in folgende Produktfelder:
- Aktuatoren
- Fahrantriebe
- Präzisionsgetriebe
- Antriebe für Dekanter & Zentrifugen
- Frequenzumrichter
- Getriebe & Getriebemotoren
- Komplettlösungen für FTS
- Industriegetriebe
- Servo- und Elektromotoren

und bietet Lösungen für folgende Branchen:
- Erneuerbare Energien
- Recyclingindustrie
- Wiederaufbereitung
- Wasser- und Abwassertechnik
- Halbleiterindustrie
- Agrartechnik
- Flughafen
- Logistikzentren
- Lebensmittelbranche
- Automation
- Intralogistik
- Separation
- Bergbau
- Marine und Schiffbau
- Medizintechnik
- Druckmaschinen
- etc.

mit folgenden Anwendungsbereichen:
- Robotik und Cobots
- Logistik- und Fördertechnik
- Werkzeugmaschinen
- Transportsysteme (AGV AMR)
- Fördertechnik
- Kühlturmtechnik
- Kräne
- Hilfsantriebe
- Textilmaschinen
- Ventilatoren
- Windenantriebe
- etc.

## Auszeichnungen
- 2022 Hermes Award für Tuaka[1]